# Phaeochora sphaerotheca
Phaeochora sphaerotheca är en svampart som först beskrevs av Franklin Sumner Earle, och fick sitt nu gällande namn av Moesz 1922. Phaeochora sphaerotheca ingår i släktet Phaeochora och familjen Phaeochoraceae.   Inga underarter finns listade i Catalogue of Life.